# Anna McGahan
Anna Gabrielle McGahan (Brisbane, Queensland, 2 de mayo de 1988) es una actriz australiana, conocida por haber interpretado a Nellie Cameron en la serie Underbelly: Razor.

## Biografía
Estudió en Bachelor of Fine Arts en el QUT de donde se graduó en 2010.
Es una de las embajadoras de "Black Tie For Breast Cancer".
En 2012 obtuvo la beca anual "Heath Ledger Scholarship".
Aunque de joven estaba contra el cristianismo, se convirtió tras leer una Biblia en la habitación de un hotel. Así se unió al Ejército de Salvación en 2014, y trabajó con otras iglesias locales.
En 2017 se casó con su novio el actor Jonathan "Jonno" Weir.

## Carrera
En 2011 apareció como invitada en las series The Boys' Place y en Rescue Special Ops donde interpretó a Tegan Reid, también apareció como personaje recurrente en la serie Spirited donde dio vida a la dentista Penelope.
Sin embargo el papel que la hizo conocida fue cuando se unió al elenco de la aclamada serie criminal Underbelly: Razor donde interpretó a la prostituta y criminal Nellie Cameron.
En 2012 apareció como invitada en la serie Miss Fisher's Murder Mysteries donde interpretó a Miss Prout y en la película para la televisión The Mystery of a Hansom Cab donde interpretó a Rosanna "Musette" Moore y trabajó junto a los actores Felix Williamson, John Waters, Chelsie Preston Crayford y Brett Climo.
Ese mismo año se unió al elenco principal de la serie House Husbands donde interpreta a Lucy Crabb, la hija de Lewis Crabb (Gary Sweet).
A finales de junio de 2013 se anunció que Anna formaría parte del elenco principal de la miniserie ANZAC Girls donde interpretará a Olive Haines.

## Filmografía[10]

### Series de televisión
| Año         | Serie                          | Personaje                        | Notas                                       |
| ----------- | ------------------------------ | -------------------------------- | ------------------------------------------- |
| 2018        | Picnic at Hanging Rock         | Miss Greta McCraw                | 6 episodios - minsierie                     |
| 2016 - 2017 | The Doctor Blake Mysteries     | Rose Anderson                    | 16 episodios                                |
| 2016        | Fancy Boy                      | Rachel / Karen                   | 2 episodios                                 |
| 2016        | The Kettering Incident         | Gillian Baxter/Dr. Colleen McKay | episodio "The Homecoming"                   |
| 2014        | ANZAC Girls                    | Olive Haines                     | 6 episodios - miniserie                     |
| 2012 - 2014 | House Husbands                 | Lucy Crabb                       | 34 episodios                                |
| 2012        | Miss Fisher's Murder Mysteries | Miss Prout                       | episodio "Away with the Fairies"            |
| 2011        | Underbelly: Razor              | Nellie Cameron                   | 11 episodios                                |
| 2011        | Spirited                       | Penelope                         | 5 episodios                                 |
| 2011        | Rescue Special Ops             | Tegan Reid                       | episodio "It's Not the Fall That Kills You" |
| 2011        | The Boys' Place                | Jane Alexander                   | junto a Dean Kirkright                      |

### Películas
| Año  | Título                      | Personaje     | Notas                                                                       |
| ---- | --------------------------- | ------------- | --------------------------------------------------------------------------- |
| 2012 | Scratch                     | Lola          | corto - junto a Daniel Milne, Shannon Browning & Geoff Moxham               |
| 2012 | The Mystery of a Hansom Cab | Rosanna Moore | junto a John Waters, Shane Jacobson, Chelsie P. Crayford & Felix Williamson |
| 2012 | 100 Bloody Acres            | Sophie        | junto a Damon Herriman, Angus Sampson, Oliver Ackland & John Jarratt        |
| 2012 | Reef 'n' Beef               | Daisy         | junto a Aaron Davison, Tai Hara, Anna Lawrence & Helen Christinson          |
| 2011 | Undertow                    | Recién Casada | junto a Dina Meyer, Paul O'Brien, Robyn Moore & Jordanna Allen              |
| 2011 | A Little Bit Behind         | Jen           | junto a Paige Gardiner & Luke McKenzie                                      |
| 2009 | BiPolar                     | Mopsy         | corto - junto a Paul Bryant, Graeme Lewis & Kendal Rae                      |
| 2009 | Maligayang Pasko            | -             | corto - junto a Remy Hii                                                    |

### Directora y escritora
| Año  | Título                       | Notas                                            |
| ---- | ---------------------------- | ------------------------------------------------ |
| 2011 | He's Seeing Other People Now | obra - escritora                                 |
| 2009 | Maligayang Pasko             | corto - codirectora, editora & editora de sonido |

### Teatro
| Año  | Obra                     | Personaje      | Director (a)    | Teatro                | Notas                                                                |
| ---- | ------------------------ | -------------- | --------------- | --------------------- | -------------------------------------------------------------------- |
| 2012 | Managing Carmen          | Clara Salope   | Wesley Enoch    | Black Swan Theatre    | junto a Claire Lovering, Tim Dashwood, Greg McNeill & John Batchelor |
| 2011 | Julius Caesar            | Portia         | David Berthold  | La Boite Theatre      | junto a Steven Rooke, Paul Bishop & Hugh Parker                      |
| 2010 | Unreliable Bodies        | -              | Michael Futcher | Queensland Theatre    | -                                                                    |
| 2010 | I Feel Awful             | Joven          | Michael Futcher | Queensland Theatre    | -                                                                    |
| 2010 | A Street Named Desire    | Stella         | Leonard Meenach | -                     | -                                                                    |
| 2010 | Blood Wedding            | Esposa         | Oliver Torr     | -                     | -                                                                    |
| 2009 | Cymbeline                | Pisano         | Michael Futcher | -                     | -                                                                    |
| 2009 | The Seagull              | Nina           | Toni Scanlan    | -                     | -                                                                    |
| 2009 | Maguire's Punt           | Abby           | -               | -                     | -                                                                    |
| 2009 | What it Feels Like       | Astronauta     | Oliver Torr     | -                     | -                                                                    |
| 2008 | Who Will Carry The Word? | Claire         | Charles Allen   | -                     | -                                                                    |
| 2007 | Keep Everything You Love | Emma           | -               | Brisbane Arts Theatre | -                                                                    |
| 2007 | Our Country's Good       | Duckling Smith | -               | -                     | -                                                                    |

## Premios y nominaciones
| Año  | Categoría                      | Premio               | Serie             | Resultado |
| ---- | ------------------------------ | -------------------- | ----------------- | --------- |
| 2012 | Most Popular New Female Talent | Logie Award          | Underbelly: Razor | Nominada  |
| 2012 | Most Outstanding New Talent    | Graham Kennedy Award | Underbelly: Razor | Nominada  |
| 2011 | Out of the Box                 | IF Award             | -                 | Ganadora  |